# Denver Broncos
Denver Broncos er et professionelt amerikansk fodboldhold med base i Denver, Colorado. De er medlemmer af AFC West i American Football Conference (AFC) i NFL. Denver Broncos begyndte i 1960 som et charter member af American Football League og blev medlem af NFL som en del af AFL-NFL-fusionen.
Broncos er ejet af Pat Bowlen. Broncos har spillet på Empower Field at Mile High siden 2001, efter at have spillet på Mile High Stadium fra 1960 til 2000. Denver Broncos var et hold der kun havde lidt succes i de tidlige år, de havde ikke en vindende sæson indtil 1973. De kvalificerede sig til slutspillet for første gang i klubbens historie i 1977, og nåede til Super Bowl XII. Broncos er, siden 1975, blevet et af NFL's mest succesfulde hold, hvor de kun har haft 6 tabende sæsoner. De har vundet otte conference titler (1977, 1986, 1987, 1989, 1997, 1998, 2013, 2015) og tre super bowl titler (1997, 1998, 2015); De deler også rekorden for næstflest Super Bowl-deltagelser med Dallas Cowbows og Pittsburgh Steelers, lige efter New England Patriots som har været i Super bowl ni gange. Broncos har foruden dette rekorden for fleste nederlag i en Super bowl (5). De har seks spillere i Pro Football Hall of Fame: John Elway, Floyd Little, Gary Zimmerman, Shannon Sharpe, samt Terrell Davis som blev medlem i 2018 og Champ Bailey, der blev indlemmet i 2019. I 2019 blev også holdets afdøde ejer Pat Bowlen optaget.

## 1960–1969: AFL era
Denver Broncos blev grundlagt d. 14 august, 1959, da Bob Howsam fik tildelt en American Football League (AFL) charter franchise. Broncos vandt deres første AFL kamp mod Boston Patriots 13-10, d. 9 september 1960. De blev det første AFL hold i historien der vandt over et hold fra NFL ligaen, da de d. 5 august 1967 vandt en preseason kamp mod Detroit Lions. Men Broncos var ikke succesfulde i 1960'erne, de sluttede årtiet med en kamp statistik på 39-97-4.
Denver var tæt på at miste holdet i 1965, indtil en ny gruppe overtog kontrollen og genopbyggede holdet. Holdets første superstjerne "Franchise" Floyd Little was instrumental i at beholde holdet i Denver. Broncos er det eneste af de originale AFL hold der aldrig har spillet i en titel kamp, samt det eneste originale AFL hold der aldrig havde en vindende sæson i alle 10 år af ligaens historie.

## 1970–1982
I 1972, Broncos ansatte John Ralston som var tidligere træner fra Standford Universitet, som deres nye cheftræner. I 1973 var han UPI's AFC coach of the year, efter at Denver havde opnået deres første vindende sæson med et resultat på 7-5-2. Broncos havde tre vindende sæsoner ud af fem mulige med Ralston som træner. Selvom Ralston og Broncos endte 1976 sæsonen med en statistik på 9-5, så missede holdet stadig slutspillet. Efter sæsonen udtalte flere spillere sig negativt omkring Ralston, hvilket kort tid efter ledte til hans fratræden.
I 1977 blev Red Miller, en lang tids assistenttræner hyret, og sammen med Orange Crush Defense (et kaldenavn som stammer fra begyndelsen af 1970'erne, som på samme tid også var mærket på en populær appelsin sodavand) og aldrende quarterback Craig Morton, lykkedes det Broncos med en rekord statistik på 12-2 at komme i deres første slutspils optræden, og i sidste ende første Super Bowl, hvor de blev besejret af Dallas Cowboys (Morton tidligere hold), 27-10.
I 1981 solgte Broncos 'ejer Gerald Phipps, som selv havde købt holdet i maj 1961 fra den oprindelige ejer Bob Howsam, holdet til canadiske finansmand Edgar Kaiser Jr., barnebarn af skibsbyggeren Henry J. Kaiser. I 1984 blev holdet købt af Pat Bowlen, som forblev i dag-til-dag kontrol med holdet i 30 år, indtil hans kamp med Alzheimers tvang ham til at overlade holdet til Joe Ellis i 2014.

## 1983–1998: John Elway era
Dan Reeves blev den yngste cheftræner i NFL, da han sluttede sig til Broncos i 1981 som vice præsident og cheftræner. Quarterback John Elway, der spillede college football ved Stanford, ankom i 1983 via en handel. Oprindeligt drafted af Baltimore Colts som det første valg i draften, Elway udtalte, at han ville spille baseball i stedet for fodbold (han blev draftet af New York Yankees), medmindre at han blev byttet til en udvalgt liste over andre hold, hvilket omfattede Broncos. Broncos havde indtil videre haft over 24 forskellige startende quarterbacks i sine 23 sæsoner, før Elway kom til.
I løbet af deres 12-års samarbejde tog Reeves og Elway Broncos til seks optrædelser i slutspillet, fem AFC West titler, tre AFC mesterskaber og tre Super Bowl optrædener (Super Bowl XXI, XXII og XXIV). Broncos tabte Super Bowl XXI til New York Giants, 39-20; Super Bowl XXII til Washington Redskins, 42-10; og Super Bowl XXIV til San Francisco 49ers, 55-10; sidstnævnte score er fortsat det pointmæssige størtste nedelag i Super Bowl historien. Det sidste år af Reeves-Elway æra'en var præget af stridigheder, efter 1991 sæsoenen overtog Reeves selv spil-kaldende fra Mike Shanahan som ellers var Elways mest foretrukne offensive koordinator, Reeves draftede også quarterback Tommy Maddox fra UCLA i stedet for at drafte en wide receiver til at hjælpe Elway. Reeves blev fyret efter 1992 sæsonen, og erstattet af sin protegé og ven Wade Phillips, som var Broncos' defensive koordinator. Phillips blev fyret efter en middelmådig 1994 sæson, hvor ledelsen følte han mistede kontrollen over klubben.
I 1995, blev Mike Shanahan, som tidligere havde tjent under Reeves som Broncos' offensiv koordinator, hyret som cheftræner. Shanahan draftede rookie running back Terrell Davis. I 1996 endte Broncos som det øverste seed i AFC med en 13-3 rekord, og havde domineret de fleste af de hold, de mødte det år. Det femte-seedede Jacksonville Jaguars vandt overraskende over Broncos med 30-27 i den første runde af slutspillet.
I 1997 sæsonen, ledte Elway og Davis Broncos til deres første Super Bowl sejr, en 31-24 sejr over de forsvarende mestre Green Bay Packers i Super Bowl XXXII. Selvom Elway kun endte med 13 completions ud af 22 kast, med en interception og ingen touchdowns (han havde dog en rushing touchdown), Davis løb for 157 yards og en Super Bowl-rekord tre touchdowns, hvilket gav ham titlen som kampens mest værdifulde spiller, selvom han havde en slem migræne, der gav ham et sløret syn. Broncos blev Super Bowl mestre igen den følgende sæson, ved at besejre Atlanta Falcons (som var ledet af Elways mangeårige cheftræner Dan Reeves) i Super Bowl XXXIII, 34-19. Elway fik titlen som Super Bowl MVP, klarede 18 ud af 29 kast for 336 yards, inklusivt et 80-yard touchdown til wide receiver Rod Smith og en interception.